# Fins-Nederlandse betrekkingen
De Fins-Nederlandse betrekkingen zijn de internationale betrekkingen tussen Finland en Nederland. Beide landen zijn lid van de Europese Unie en de NAVO. Finland heeft een ambassade in Den Haag en Nederland heeft een ambassade in Helsinki. Nederland steunde volledig het Finse NAVO-toetredingsproces, dat op 4 april 2023 resulteerde in het lidmaatschap. 

## Europese Unie en NAVO
Nederland is volwaardig medeoprichter van de Europese Unie en de NAVO. Finland trad in 1995 toe tot de Europese Unie en in 2023 tot de NAVO.

## Diplomatie
| Van de Finland Republiek - Den Haag (ambassade) |  | Van het Koninkrijk der Nederlanden - Helsinki (ambassade) |